# Hans Christian Tscherning
Hans Christian Tscherning (29. april 1804 i Middelfart – 19. januar 1886 i København) var en dansk veterinær, søn af apoteker Hans Christian Tscherning og Marie Sophie, født Viborg.
Han lærte først apothekerkunsten og tog farmaceutisk eksamen i 1822. Fra 1824 studerede han ved Chirurgiske Akademie og tog kirurgisk eksamen i 1829. Hans morbroder, Veterinærskolens Forstander, Carl Viborg knyttede ham derefter til denne skole, hvor han i januar 1830 blev ansat som 3. Lærer. Indtil 1837 underviste han i fysik, kemi, botanik og farmaci, tillige forestod han (til 1839) skolens apothek og medicinalhave. I 1836 underkastede han sig dyrlægeeksamen (1. Kar. m. Udm.). Fra oktober 1837 til november 1838 var han i udlandet, studerede et halvt år ved veterinærskolen i Berlin og besøgte derefter Europas vigtigste veterinærskoler og stutterier. Efter sin hjemkomst underviste han i farmakologi, farmaci og fra 1840 tillige i beslaglære. Han fik i 1839 titel af regimentskirurg og i november 1844 blev han efter C. Viborgs død udnævnt til lektor og 2. lærer ved skolen. Han docerede nu tillige stats veterinærvidenskab (dog ikke i årene 1846-52) og varetog de dertil knyttede veterinær politiforretninger. I 1851 fik han professortitlen. Da Veterinær- og Landbohøjskolen oprettedes i 1858, fik han Afsked som lektor (med Ventepenge), men blev udnævnt til Veterinærfysikus for Danmark (1863 tillige for Slesvig), dog uden fast Lønning, og ansattes tillige som Docent i stats veterinærvidenskab (retslære) ved den nye højskole, i hvilken stilling han forblev til 1869. Som Veterinærfysikus vedblev han at fungere til september 1880. Etatsrådstitelen fik han i 1869.
Tscherning var en flittig mand og nærede utvivlsomt megen interesse for sin lærergerning, som han passede samvittighedsfuldt. Alligevel nød han kun ringe anseelse som lærer. Hans undervisning skal have været vidtløftig og kedelig, og han havde ikke evne til at sætte sig i respekt hos eleverne, som dog i almindelighed synes at have næret ret velvillige følelser for ham, i alt fald i hans senere år. Dyrlægestanden hædrede ham ved i 1874 at optage ham som æresmedlem af dyrlægeforeningen. Til sine kollega lærere stod han som oftest i et dårligt forhold. Skylden var vel næppe udelukkende hans, men hans personlighed har dog utvivlsomt frembudt sider, der let kunde fremkalde rivninger under de små forhold ved den "gamle skole". Hans selvfølelse var større end hans Evner; han var forfængelig, påståelig og kritisk over for andre, og der synes at have været noget småtskårent over hans karakter og væsen. I sine optegnelser klager han idelig over mangel på anerkendelse. Det synes også som om Collin og senere Fenger var tilbøjelige til at skyde With og Tscherning, der repræsenterede traditionen fra Viborgernes tid, til side for Bendz, Bagge og Prosch. Planen om at knytte Veterinærskolen sammen med en undervisningsanstalt for landbrugere bekæmpede Tscherning, idet han ikke uden grund frygtede for, at den ville blive til skade for den egentlige veterinærundervisning og for veterinærvæsenets naturlige udvikling. Han følte sig i det hele taget mere som veterinær end de mænd, der på sin tid havde den væsentlige indflydelse, hvad der var ganske naturligt, da disse i virkeligheden savnede egentlig veterinæruddannelse.
Det var ham i høj grad imod, at man i 1851 oprettede det Veterinære Sundhedsråd og derved fratog skolen ledelsen af landets veterinære anliggender, og det var ham en stor krænkelse, at man end ikke optog ham som medlem, uagtet han uden tvivl havde mere indsigt i hvad der vedkom bekæmpelsen af smitsot og organisationen af veterinærvæsenet end de, der fik sæde i rådet (med undtagelse af With). I 1858 fik han endelig den tilfredsstillelse ved at komme ind i rådet, der senere ofte valgte ham til formand. Udnævnelsen til veterinærfysikus indeholdt jo også en anerkendelse af hans evner på det administrative område, men til gengæld var hans stilling ved den nye skole lidet tilfredsstillende. Han kunne aldrig forsone sig med, at han, den ældste af lærerne, nu kun havde en løs stilling som docent i et enkelt af sine gamle fag og ingen indflydelse fik på undervisningens ordning. Hans virksomhed som sportellønnet politidyrlæge i København medførte også mange ubehagelige forhold.
Som veterinærfysikus har Tscherning indlagt sig virkelig fortjeneste. Med stor nidkærhed og solid dygtighed bekæmpede han de Smitsoter, der forefaldt, særlig snive, oksens ondartede lungesyge og fåreskab. Ved flere lejligheder mødte hans foranstaltninger modstand fra autoriteters og indflydelsesrige privates side, men han fastholdt sit standpunkt med sejhed og satte sin mening igennem. Særlig fortjenstfuld var hans kamp mod fåreskabet (såkaldt Svæld) i de jyske klitegne og mod den ondartede lungesyge på Tyrstinggård. Af stor betydning var også hans arbejde for rationel bekæmpelse af fåreskabet på Island. Et stort parti på øen var kommet ind på den urimelige foranstaltning at nedslå de skabte får, men Tscherning, som i forbindelse med arkivar Jón Sigurðsson blev sendt derop i 1859 som overordentlig regerings kommissær, satte igennem, at de syge dyr blev behandlet med bade og helbredet. Om disse og andre Smitsoter har han afgivet udførlige og grundige indberetninger, der for største delen ere trykte i Tidsskrift for Veterinærer.
Om Tschernings flid og interesse for veterinærvæsenet har man også et vidnesbyrd i hans skrift Efterretning om den kongelige danske Veterinærskole 1851, en omhyggelig skildring af skolens historie fra dens stiftelse til det nævnte år. Det trykte arbejde er et udtog af et større skrift, der i manuskript findes i højskolens bibliothek. Hans trykte værker er i øvrigt ikke meget omfattende. Af en Haandbog i Veterinærfarmakologien fik han kun udgivet 1. del (1843). I 1841 udgav han et lille skrift om veterinærskolers organisation, og i forskellige tidsskrifter findes mindre arbejder over veterinære emner; af disse bør særlig nævnes «Beretning om Forsøg med Indpodning af Snive» (Tidsskrift for Veterinærer, 1858 og 1859).
Tscherning var en statelig mand, høj og svær, ret køn i alt fald som gammel; særlig klædte ham det prægtige hvide Hår, som han bevarede til det sidste.
5. maj 1860 ægtede han Constance Ludolfine Schubart, (f. 6. juli 1823 d. 30. dec. 1893), datter af ritmester, toldkasserer Carl Rudolph Jacob Schubart (fætter til grevinde Schimmelmann) og Regitze Sophie f. Sehested.
Han døde efter et kort sygeleje og blev begravet på Assistens Kirkegård.

## Hæder
- 1851: Titulær professor
- 1860: Ridder af Dannebrogordenen
- 1869: Etatsråd
- 1879: Dannebrogsmændenes Hæderstegn